# Улрих III (I) фон Пернег
Улрих III (I) фон Пернег (на немски: Ulrich III. (I.) von Pernegg; † ок. 1170/сл. 1172) от рода на графовете на дворец Раабс на Тайя в Долна Австрия е господар на Дегендорф (ок. 1140) в Германия, Пернег на Мур в Щирия (1143) и Вайтенег на Дунав в Долна Австрия.
Той е вторият син на граф Конрад I фон Раабс († ок. 1155), бургграф на Нюрнберг. Племенник е на Готфрид II фон Раабс († ок. 1137/1147), Улрих фон Госхам, господар на Пернег-Дегендорф († сл. 1138) и Гебхард IV († 1105, убит), епископ на Регенсбург (1089 – 1105). Брат е на Конрад II фон Раабс († ок. 1191), граф на Раабс, бургграф на Нюрнберг.

## Фамилия
Улрих III (I) фон Пернег се жени сл. 27 юни 1151 г. за графиня Кунигунда фон Формбах-Питен († сл. 1151/1152), наследница на Формбах-Питен, вдовица на граф Бертхолд II фон Андекс († 1151), дъщеря на граф Екберт II фон Формбах-Питен († 1144) и Вилибирга от Щирия († 1145). Те имат един син:
- Екберт I фон Дегендорф и Пернег († 19 януари 1200), граф (1180), женен за Хедвиг фон Боген († 13 юни сл. 1188), от странична линия от династията Бабенберги, дъщеря на граф Бертолд II фон Боген († 21 март 1167) и Лиутгард фон Бургхаузен († 24 февруари 1195); имат три деца.